# Élections cantonales de 2011 dans la Loire
Les élections cantonales ont eu lieu les 20 et 27 mars 2011.

## Contexte départemental

### Assemblée départementale sortante
Avant les élections, le conseil général de la Loire est présidé par Bernard Bonne. Il comprend 40 conseillers généraux issus des 40 cantons de la Loire. 22 d'entre eux sont renouvelables lors de ces élections. La majorité départementale est réunie sous l'appellation Union pour la Loire. 
| Parti                                | Sigle  | Élus | Groupe politique               |
| ------------------------------------ | ------ | ---- | ------------------------------ |
| Majorité (20 sièges)                 |        |      |                                |
| Union pour un mouvement populaire    | UMP    | 10   | Majorité départementale        |
| Divers droite                        | DVD    | 8    | Majorité départementale        |
| Nouveau Centre                       | NC     | 2    | Majorité départementale        |
| Indépendants/Non-inscrits (4 sièges) |        |      |                                |
| Indépendants                         | Indep. | 3    | Indépendance et Démocratie     |
| Mouvement démocrate                  | MoDem  | 1    | Indépendance et Démocratie     |
| Opposition (16 sièges)               |        |      |                                |
| Parti socialiste                     | PS     | 8    | Gauche démocrate et socialiste |
| Divers gauche                        | DVG    | 3    | Gauche démocrate et socialiste |
| Parti de gauche                      | PG     | 1    | Gauche démocrate et socialiste |
| Parti radical de gauche              | PRG    | 1    | Gauche démocrate et socialiste |
| Parti communiste français            | PCF    | 3    | Gauche citoyenne               |
| Président du conseil général         |        |      |                                |
| Bernard Bonne (UMP)                  |        |      |                                |

## Résultats à l'échelle du département

### Résultats en nombre de sièges
| Parti       | Sièges mis en jeu | Élus | Évolution |
| ----------- | ----------------- | ---- | --------- |
| UMP         | 7                 | 4    | -3        |
| PS          | 6                 | 7    | +1        |
| DVD         | 3                 | 6    | +3        |
| DVG         | 2                 | 3    | +1        |
| Indépendant | 2                 | 0    | -2        |
| NC          | 1                 | 0    | -1        |
| PG          | 1                 | 1    | 0         |

### Assemblée départementale à l'issue des élections
| Parti                                 | Sigle  | Élus | Groupe politique               |
| ------------------------------------- | ------ | ---- | ------------------------------ |
| Majorité (19 sièges)                  |        |      |                                |
| Divers droite                         | DVD    | 11   | Majorité départementale        |
| Union pour un mouvement populaire     | UMP    | 7    | Majorité départementale        |
| Nouveau Centre                        | NC     | 1    | Majorité départementale        |
| Divers Droite/Non-inscrits (3 sièges) |        |      |                                |
| Indépendants                          | Indep. | 2    | Indépendance et Démocratie     |
| Mouvement démocrate                   | MoDem  | 1    | Indépendance et Démocratie     |
| Opposition (18 sièges)                |        |      |                                |
| Parti socialiste                      | PS     | 10   | Gauche démocrate et socialiste |
| Divers gauche                         | DVG    | 3    | Gauche démocrate et socialiste |
| Parti de gauche                       | PG     | 1    | Gauche démocrate et socialiste |
| Parti radical de gauche               | PRG    | 1    | Gauche démocrate et socialiste |
| Parti communiste français             | PCF    | 3    | Gauche citoyenne               |
| Président du conseil général          |        |      |                                |
| Bernard Bonne (UMP)                   |        |      |                                |

## Résultats par canton

### Canton de Belmont-de-la-Loire
| Candidats      | Candidats              | Étiquette      | Premier tour | Premier tour |
| Candidats      | Candidats              | Étiquette      | Voix         | %            |
| -------------- | ---------------------- | -------------- | ------------ | ------------ |
|                | Jean-Paul Defaye *     | DVD            | 1 140        | 55,85        |
|                | François-Xavier Maison | FN             | 387          | 18,96        |
|                | Alain Mercier          | FG (PCF)       | 259          | 12,69        |
|                | François Vinci         | EÉLV           | 255          | 12,49        |
|                |                        |                |              |              |
| Inscrits       | Inscrits               | Inscrits       | 4 264        | 100,00       |
| Abstentions    | Abstentions            | Abstentions    | 2 132        | 50,00        |
| Votants        | Votants                | Votants        | 2 132        | 50,00        |
| Blancs et nuls | Blancs et nuls         | Blancs et nuls | 91           | 4,27         |
| Exprimés       | Exprimés               | Exprimés       | 2 041        | 95,73        |

*sortant

### Canton de Bourg-Argental
| Candidats      | Candidats               | Étiquette      | Premier tour | Premier tour |
| Candidats      | Candidats               | Étiquette      | Voix         | %            |
| -------------- | ----------------------- | -------------- | ------------ | ------------ |
|                | Bernard Bonne*          | UMP            | 1 639        | 55,56        |
|                | Laure Palluy-Corvaisier | EÉLV           | 696          | 23,59        |
|                | Thierry Perrot          | FN             | 379          | 12,85        |
|                | Augustin Vinals         | FG (PCF)       | 236          | 8,00         |
|                |                         |                |              |              |
| Inscrits       | Inscrits                | Inscrits       | 5 179        | 100,00       |
| Abstentions    | Abstentions             | Abstentions    | 2 173        | 41,96        |
| Votants        | Votants                 | Votants        | 3 006        | 58,04        |
| Blancs et nuls | Blancs et nuls          | Blancs et nuls | 56           | 1,86         |
| Exprimés       | Exprimés                | Exprimés       | 2 950        | 98,14        |

*sortant

### Canton de Chazelles-sur-Lyon
| Candidats      | Candidats           | Étiquette      | Premier tour | Premier tour | Second tour | Second tour |
| Candidats      | Candidats           | Étiquette      | Voix         | %            | Voix        | %           |
| -------------- | ------------------- | -------------- | ------------ | ------------ | ----------- | ----------- |
|                | Jean-Paul Blanchard | DVG            | 1 767        | 46,08        | 2 337       | 53,59       |
|                | Pierre Vericel      | DVD            | 1 208        | 31,50        | 1 338       | 36,41       |
|                | Brigitte Peycelon   | FN             | 593          | 15,46        |             |             |
|                | Richard Charretier  | FG (PCF)       | 267          | 6,96         |             |             |
|                |                     |                |              |              |             |             |
| Inscrits       | Inscrits            | Inscrits       | 7 569        | 100,00       | 7 569       | 100,00      |
| Abstentions    | Abstentions         | Abstentions    | 3 635        | 48,02        | 3 732       | 49,31       |
| Votants        | Votants             | Votants        | 3 934        | 51,98        | 3 837       | 50,69       |
| Blancs et nuls | Blancs et nuls      | Blancs et nuls | 99           | 2,52         | 162         | 4,22        |
| Exprimés       | Exprimés            | Exprimés       | 3 835        | 97,48        | 3 675       | 95,78       |

*sortant

### Canton de Feurs
| Candidats      | Candidats        | Étiquette      | Premier tour | Premier tour | Second tour | Second tour |
| Candidats      | Candidats        | Étiquette      | Voix         | %            | Voix        | %           |
| -------------- | ---------------- | -------------- | ------------ | ------------ | ----------- | ----------- |
|                | Henri Nigay *    | UMP            | 3 774        | 44,54        | 4 799       | 61,91       |
|                | Joëlle Laval     | PS             | 2 206        | 26,04        | 2 953       | 38,09       |
|                | Sophie Robert    | FN             | 2 121        | 25,03        |             |             |
|                | François Olivier | FG (PCF)       | 372          | 4,39         |             |             |
|                |                  |                |              |              |             |             |
| Inscrits       | Inscrits         | Inscrits       | 18 896       | 100,00       | 18 896      | 100,00      |
| Abstentions    | Abstentions      | Abstentions    | 10 261       | 54,30        | 10 734      | 56,81       |
| Votants        | Votants          | Votants        | 8 635        | 45,70        | 8 162       | 43,19       |
| Blancs et nuls | Blancs et nuls   | Blancs et nuls | 162          | 1,88         | 410         | 5,02        |
| Exprimés       | Exprimés         | Exprimés       | 8 473        | 98,12        | 7 752       | 94,98       |

*sortant

### Canton de Montbrison
| Candidats      | Candidats          | Étiquette      | Premier tour | Premier tour | Second tour | Second tour |
| Candidats      | Candidats          | Étiquette      | Voix         | %            | Voix        | %           |
| -------------- | ------------------ | -------------- | ------------ | ------------ | ----------- | ----------- |
|                | Liliane Faure *    | PS             | 3 542        | 35,97        | 4 914       | 52,10       |
|                | Christophe Bazile  | DVD            | 2 930        | 29,76        | 4 517       | 47,90       |
|                | Séverine Brun      | FN             | 2 003        | 20,34        |             |             |
|                | Patrick Hippocrate | DLR            | 174          | 1,77         |             |             |
|                | Benjamin Pruvost   | FG (PCF)       | 254          | 2,58         |             |             |
|                | Maurice Duchesne   | EÉLV           | 944          | 9,59         |             |             |
|                |                    |                |              |              |             |             |
| Inscrits       | Inscrits           | Inscrits       | 21 372       | 100,00       | 21 372      | 100,00      |
| Abstentions    | Abstentions        | Abstentions    | 11 300       | 52,87        | 11 408      | 53,38       |
| Votants        | Votants            | Votants        | 10 072       | 47,13        | 9 964       | 46,62       |
| Blancs et nuls | Blancs et nuls     | Blancs et nuls | 225          | 2,23         | 533         | 5,35        |
| Exprimés       | Exprimés           | Exprimés       | 9 847        | 97,77        | 9 431       | 94,65       |

*sortant

### Canton de la Pacaudière
| Candidats      | Candidats           | Étiquette      | Premier tour | Premier tour | Second tour | Second tour |
| Candidats      | Candidats           | Étiquette      | Voix         | %            | Voix        | %           |
| -------------- | ------------------- | -------------- | ------------ | ------------ | ----------- | ----------- |
|                | René-André Barret * | DVG            | 898          | 48,65        | 1 129       | 62,31       |
|                | Guy Lafay           | DVD            | 558          | 30,23        | 683         | 37,69       |
|                | Bernard Di-Sotto    | FN             | 224          | 12,13        |             |             |
|                | Julien Moscardini   | FG (PCF)       | 166          | 8,99         |             |             |
|                |                     |                |              |              |             |             |
| Inscrits       | Inscrits            | Inscrits       | 3 378        | 100,00       | 3 378       | 100,00      |
| Abstentions    | Abstentions         | Abstentions    | 1 498        | 44,35        | 1 496       | 44,29       |
| Votants        | Votants             | Votants        | 1 880        | 55,65        | 1 882       | 55,71       |
| Blancs et nuls | Blancs et nuls      | Blancs et nuls | 34           | 1,81         | 70          | 3,72        |
| Exprimés       | Exprimés            | Exprimés       | 1 846        | 98,19        | 1 812       | 96,28       |

*sortant

### Canton de Perreux
| Candidats      | Candidats             | Étiquette      | Premier tour | Premier tour | Second tour | Second tour |
| Candidats      | Candidats             | Étiquette      | Voix         | %            | Voix        | %           |
| -------------- | --------------------- | -------------- | ------------ | ------------ | ----------- | ----------- |
|                | Jean-Baptiste Giraud* | DVD            | 1 905        | 35,82        | 2 544       | 48,78       |
|                | Fabienne Stalars      | PS             | 1 525        | 28,67        | 2 671       | 51,22       |
|                | Florence Miviere      | FN             | 1 109        | 20,85        |             |             |
|                | Christian Prat        | EELV           | 427          | 8,03         |             |             |
|                | Corentin Roffat       | FG (PG)        | 353          | 6,64         |             |             |
|                |                       |                |              |              |             |             |
| Inscrits       | Inscrits              | Inscrits       | 11 642       | 100,00       | 11 635      | 100,00      |
| Abstentions    | Abstentions           | Abstentions    | 6 213        | 53,37        | 6 154       | 52,89       |
| Votants        | Votants               | Votants        | 5 429        | 46,63        | 5 481       | 47,11       |
| Blancs et nuls | Blancs et nuls        | Blancs et nuls | 110          | 2,03         | 266         | 4,85        |
| Exprimés       | Exprimés              | Exprimés       | 5 319        | 97,97        | 5 215       | 95,15       |

*sortant

### Canton de Rive-de-Gier
| Candidats      | Candidats             | Étiquette      | Premier tour | Premier tour | Second tour | Second tour |
| Candidats      | Candidats             | Étiquette      | Voix         | %            | Voix        | %           |
| -------------- | --------------------- | -------------- | ------------ | ------------ | ----------- | ----------- |
|                | Jean Claude Charvin * | DVD            | 2 230        | 30,73        | 4 446       | 65,51       |
|                | Robert Heyraud        | FN             | 1 682        | 23,18        | 2 341       | 34,49       |
|                | Jean Point            | FG (PCF)       | 1 331        | 18,34        |             |             |
|                | Martial Fauchet       | PS             | 1 194        | 16,45        |             |             |
|                | Jacques Minnaert      | EELV           | 736          | 10,14        |             |             |
|                | Christian Nicorosi    | DVD            | 84           | 1,16         |             |             |
|                |                       |                |              |              |             |             |
| Inscrits       | Inscrits              | Inscrits       | 17 452       | 100,00       | 17 452      | 100,00      |
| Abstentions    | Abstentions           | Abstentions    | 10 081       | 57,76        | 9 836       | 56,36       |
| Votants        | Votants               | Votants        | 7 371        | 42,24        | 7 616       | 43,64       |
| Blancs et nuls | Blancs et nuls        | Blancs et nuls | 114          | 1,55         | 829         | 10,88       |
| Exprimés       | Exprimés              | Exprimés       | 7 257        | 98,45        | 6 787       | 89,12       |

*sortant

### Canton de Roanne-Nord
| Candidats      | Candidats          | Étiquette      | Premier tour | Premier tour | Second tour | Second tour |
| Candidats      | Candidats          | Étiquette      | Voix         | %            | Voix        | %           |
| -------------- | ------------------ | -------------- | ------------ | ------------ | ----------- | ----------- |
|                | Alain Guillemant * | PS             | 2 968        | 36,91        | 4 685       | 60,81       |
|                | Gilles Passot      | NC             | 1 906        | 23,70        | 3 019       | 39,19       |
|                | Béatrice Fernandez | FN             | 1 811        | 22,52        |             |             |
|                | Bruno Barriquand   | EELV           | 717          | 8,92         |             |             |
|                | Daniel Maire       | FG (PCF)       | 639          | 7,95         |             |             |
|                |                    |                |              |              |             |             |
| Inscrits       | Inscrits           | Inscrits       | 20 139       | 100,00       | 20 139      | 100,00      |
| Abstentions    | Abstentions        | Abstentions    | 11 943       | 59,30        | 11 891      | 59,04       |
| Votants        | Votants            | Votants        | 8 196        | 40,70        | 8 248       | 40,96       |
| Blancs et nuls | Blancs et nuls     | Blancs et nuls | 155          | 1,89         | 544         | 6,60        |
| Exprimés       | Exprimés           | Exprimés       | 8 041        | 98,11        | 7 704       | 93,40       |

*sortant

### Canton de Saint-Bonnet-le-Château
| Candidats      | Candidats      | Étiquette      | Premier tour | Premier tour | Second tour | Second tour |
| Candidats      | Candidats      | Étiquette      | Voix         | %            | Voix        | %           |
| -------------- | -------------- | -------------- | ------------ | ------------ | ----------- | ----------- |
|                | Iwan Mayet     | DVD            | 930          | 27,11        | 1 652       | 53,39       |
|                | Yvette Charret | PS             | 989          | 28,83        | 1 442       | 46,61       |
|                | Noèle Guichard | FN             | 760          | 22,15        |             |             |
|                | Hervé Beal     | DVD            | 752          | 21,92        |             |             |
|                |                |                |              |              |             |             |
| Inscrits       | Inscrits       | Inscrits       | 6 264        | 100,00       | 6 264       | 100,00      |
| Abstentions    | Abstentions    | Abstentions    | 2 771        | 44,24        | 2 946       | 47,03       |
| Votants        | Votants        | Votants        | 3 493        | 55,76        | 3 318       | 52,97       |
| Blancs et nuls | Blancs et nuls | Blancs et nuls | 62           | 1,77         | 224         | 6,75        |
| Exprimés       | Exprimés       | Exprimés       | 3 431        | 98,23        | 3 094       | 93,25       |

*sortant

### Canton de Saint-Chamond-Nord
| Candidats      | Candidats             | Étiquette      | Premier tour | Premier tour | Second tour | Second tour |
| Candidats      | Candidats             | Étiquette      | Voix         | %            | Voix        | %           |
| -------------- | --------------------- | -------------- | ------------ | ------------ | ----------- | ----------- |
|                | Jean-Yves Robert      | FN             | 976          | 24,82        | 1 507       | 37,63       |
|                | Hervé Reynaud         | DVD            | 884          | 22,48        | 2 498       | 62,37       |
|                | Michelle Galland      | PS             | 841          | 21,39        |             |             |
|                | François Rochebloine* | NC             | 694          | 17,65        |             |             |
|                | Alain Barbasso        | EELV           | 382          | 9,72         |             |             |
|                | Charles Bellavia      | FG (PCF)       | 155          | 3,94         |             |             |
|                |                       |                |              |              |             |             |
| Inscrits       | Inscrits              | Inscrits       | 11 042       | 100,00       | 11 042      | 100,00      |
| Abstentions    | Abstentions           | Abstentions    | 7 004        | 63,43        | 6 570       | 59,50       |
| Votants        | Votants               | Votants        | 4 038        | 36,57        | 4 472       | 40,50       |
| Blancs et nuls | Blancs et nuls        | Blancs et nuls | 106          | 2,63         | 467         | 10,44       |
| Exprimés       | Exprimés              | Exprimés       | 3 932        | 97,37        | 4 005       | 89,56       |

*sortant

### Canton de Saint-Chamond-Sud
| Candidats      | Candidats                 | Étiquette      | Premier tour | Premier tour | Second tour | Second tour |
| Candidats      | Candidats                 | Étiquette      | Voix         | %            | Voix        | %           |
| -------------- | ------------------------- | -------------- | ------------ | ------------ | ----------- | ----------- |
|                | Marc Lassablière *        | PS             | 1 661        | 33,47        | 3 279       | 59,13       |
|                | Christian Meunier         | FN             | 1 561        | 31,45        | 2 266       | 40,87       |
|                | Jean-Pierre Gay           | UMP            | 963          | 19,40        |             |             |
|                | Patricia Simonin-Chaillot | EELV           | 505          | 10,18        |             |             |
|                | Aimée Muraszko            | FG (PCF)       | 273          | 5,50         |             |             |
|                |                           |                |              |              |             |             |
| Inscrits       | Inscrits                  | Inscrits       | 13 509       | 100,00       | 13 509      | 100,00      |
| Abstentions    | Abstentions               | Abstentions    | 8 400        | 62,18        | 7 523       | 55,69       |
| Votants        | Votants                   | Votants        | 5 109        | 37,82        | 5 986       | 44,31       |
| Blancs et nuls | Blancs et nuls            | Blancs et nuls | 146          | 2,86         | 441         | 7,37        |
| Exprimés       | Exprimés                  | Exprimés       | 4 963        | 97,14        | 5 545       | 92,63       |

*sortant

### Canton de Saint-Étienne-Nord-Est-1
| Candidats      | Candidats          | Étiquette      | Premier tour | Premier tour | Second tour | Second tour |
| Candidats      | Candidats          | Étiquette      | Voix         | %            | Voix        | %           |
| -------------- | ------------------ | -------------- | ------------ | ------------ | ----------- | ----------- |
|                | Régis Juanico *    | PS             | 1 264        | 32,94        | 2 714       | 65,04       |
|                | Charles Perrot     | FN             | 990          | 25,80        | 1 459       | 34,96       |
|                | Alexandra Custodio | UMP            | 692          | 18,03        |             |             |
|                | Maryse Bianchin    | FG (PCF)       | 478          | 12,46        |             |             |
|                | Maurice Morel      | EELV           | 413          | 10,76        |             |             |
|                |                    |                |              |              |             |             |
| Inscrits       | Inscrits           | Inscrits       | 12 266       | 100,00       | 12 266      | 100,00      |
| Abstentions    | Abstentions        | Abstentions    | 8 361        | 68,16        | 7 825       | 63,79       |
| Votants        | Votants            | Votants        | 3 905        | 31,84        | 4 441       | 36,21       |
| Blancs et nuls | Blancs et nuls     | Blancs et nuls | 68           | 1,74         | 268         | 6,03        |
| Exprimés       | Exprimés           | Exprimés       | 3 837        | 98,26        | 4 173       | 93,97       |

*sortant

### Canton de Saint-Étienne-Sud-Est-3
| Candidats      | Candidats           | Étiquette      | Premier tour | Premier tour | Second tour | Second tour |
| Candidats      | Candidats           | Étiquette      | Voix         | %            | Voix        | %           |
| -------------- | ------------------- | -------------- | ------------ | ------------ | ----------- | ----------- |
|                | Jean-Jacques Rey*   | UMP            | 1 307        | 27,75        | 2 203       | 45,08       |
|                | Florent Pigeon      | PS             | 1 300        | 27,60        | 2 684       | 54,92       |
|                | Jean Fernandez      | FN             | 1 033        | 21,93        |             |             |
|                | Alain Fournier      | EELV           | 561          | 11,91        |             |             |
|                | Marie-Hélène Thomas | FG (PCF)       | 299          | 6,35         |             |             |
|                | François Mehl       | DVG            | 130          | 2,76         |             |             |
|                | Julien Vassal       | DLR            | 43           | 0,91         |             |             |
|                | Edmond Hube         | DVD            | 37           | 0,79         |             |             |
|                |                     |                |              |              |             |             |
| Inscrits       | Inscrits            | Inscrits       | 13 008       | 100,00       | 13 008      | 100,00      |
| Abstentions    | Abstentions         | Abstentions    | 8 251        | 63,43        | 7 849       | 60,34       |
| Votants        | Votants             | Votants        | 4 757        | 36,57        | 5 159       | 39,66       |
| Blancs et nuls | Blancs et nuls      | Blancs et nuls | 47           | 0,99         | 272         | 5,27        |
| Exprimés       | Exprimés            | Exprimés       | 4 710        | 99,01        | 4 887       | 94,73       |

*sortant

### Canton de Saint-Étienne-Sud-Ouest-1
| Candidats      | Candidats                | Étiquette      | Premier tour | Premier tour | Second tour | Second tour |
| Candidats      | Candidats                | Étiquette      | Voix         | %            | Voix        | %           |
| -------------- | ------------------------ | -------------- | ------------ | ------------ | ----------- | ----------- |
|                | Jean-Claude Bertrand *   | PS             | 706          | 32,27        | 1 330       | 56,72       |
|                | Gaël Perdriau            | UMP            | 647          | 29,57        | 1 015       | 43,28       |
|                | Maria Raia               | FN             | 397          | 18,14        |             |             |
|                | Marie-Michelle Vialleton | EELV           | 284          | 12,98        |             |             |
|                | Véronique Naegelen       | FG (PCF)       | 112          | 5,12         |             |             |
|                | Nadim Ghodbane           | DVD            | 42           | 1,92         |             |             |
|                |                          |                |              |              |             |             |
| Inscrits       | Inscrits                 | Inscrits       | 7 087        | 100,00       | 7 087       | 100,00      |
| Abstentions    | Abstentions              | Abstentions    | 4 871        | 68,73        | 4 638       | 65,44       |
| Votants        | Votants                  | Votants        | 2 216        | 31,27        | 2 449       | 34,56       |
| Blancs et nuls | Blancs et nuls           | Blancs et nuls | 28           | 1,26         | 104         | 4,25        |
| Exprimés       | Exprimés                 | Exprimés       | 2 188        | 98,74        | 2 345       | 95,75       |

*sortant

### Canton de Saint-Étienne-Sud-Ouest-2
| Candidats      | Candidats             | Étiquette      | Premier tour | Premier tour | Second tour | Second tour |
| Candidats      | Candidats             | Étiquette      | Voix         | %            | Voix        | %           |
| -------------- | --------------------- | -------------- | ------------ | ------------ | ----------- | ----------- |
|                | Christine Cauët *     | PG             | 971          | 28,56        | 2 369       | 65,05       |
|                | Gabriel de Peyrecrave | FN             | 826          | 24,29        | 1 273       | 34,95       |
|                | Marie-Dominique Faure | MoDem          | 613          | 18,03        |             |             |
|                | Daniel Linossier      | PCF            | 441          | 12,97        |             |             |
|                | Marie Berger          | EELV           | 350          | 10,29        |             |             |
|                | Philippe Leroy        | DVD            | 158          | 4,65         |             |             |
|                | Serge Freydier        | PRG            | 41           | 1,21         |             |             |
|                |                       |                |              |              |             |             |
| Inscrits       | Inscrits              | Inscrits       | 10 136       | 100,00       | 10 135      | 100,00      |
| Abstentions    | Abstentions           | Abstentions    | 6 698        | 66,08        | 6 234       | 61,51       |
| Votants        | Votants               | Votants        | 3 438        | 32,92        | 3 901       | 38,49       |
| Blancs et nuls | Blancs et nuls        | Blancs et nuls | 1,11         | 0,37         | 259         | 6,64        |
| Exprimés       | Exprimés              | Exprimés       | 3 400        | 98,89        | 3 642       | 93,36       |

*sortant

### Canton de Saint-Genest-Malifaux
| Candidats      | Candidats      | Étiquette      | Premier tour | Premier tour | Second tour | Second tour |
| Candidats      | Candidats      | Étiquette      | Voix         | %            | Voix        | %           |
| -------------- | -------------- | -------------- | ------------ | ------------ | ----------- | ----------- |
|                | Jean Gilbert * | DVG            | 1 676        | 46,70        | 2 062       | 61,77       |
|                | Christian Seux | DVD            | 1 046        | 29,14        | 1 276       | 38,23       |
|                | Alain Drougard | FN             | 584          | 16,27        |             |             |
|                | Thomas Fevre   | FG (PCF)       | 283          | 7,89         |             |             |
|                |                |                |              |              |             |             |
| Inscrits       | Inscrits       | Inscrits       | 6 521        | 100,00       | 6 478       | 100,00      |
| Abstentions    | Abstentions    | Abstentions    | 2 865        | 43,93        | 2 993       | 46,20       |
| Votants        | Votants        | Votants        | 3 656        | 56,07        | 3 485       | 53,80       |
| Blancs et nuls | Blancs et nuls | Blancs et nuls | 67           | 1,83         | 147         | 4,22        |
| Exprimés       | Exprimés       | Exprimés       | 3 589        | 98,17        | 3 338       | 95,78       |

*sortant

### Canton de Saint-Georges-en-Couzan
| Candidats      | Candidats        | Étiquette      | Premier tour | Premier tour | Second tour | Second tour |
| Candidats      | Candidats        | Étiquette      | Voix         | %            | Voix        | %           |
| -------------- | ---------------- | -------------- | ------------ | ------------ | ----------- | ----------- |
|                | Joël Epinat      | DVD            | 819          | 40,97        | 973         | 51,54       |
|                | André Perret     | PS             | 642          | 32,12        | 915         | 48,46       |
|                | Maurice Agrafeil | FN             | 327          | 16,36        |             |             |
|                | Yves Perreton    | SE             | 211          | 10,56        |             |             |
|                |                  |                |              |              |             |             |
| Inscrits       | Inscrits         | Inscrits       | 3 293        | 100,00       | 3 293       | 100,00      |
| Abstentions    | Abstentions      | Abstentions    | 1 222        | 37,11        | 1 284       | 38,99       |
| Votants        | Votants          | Votants        | 2 071        | 62,89        | 2 009       | 61,01       |
| Blancs et nuls | Blancs et nuls   | Blancs et nuls | 72           | 3,48         | 121         | 6,02        |
| Exprimés       | Exprimés         | Exprimés       | 1 999        | 96,52        | 1 888       | 93,98       |

### Canton de Saint-Haon-le-Châtel
| Candidats      | Candidats        | Étiquette      | Premier tour | Premier tour | Second tour | Second tour |
| Candidats      | Candidats        | Étiquette      | Voix         | %            | Voix        | %           |
| -------------- | ---------------- | -------------- | ------------ | ------------ | ----------- | ----------- |
|                | Jean Bartholin * | PS             | 2 291        | 47,34        | 3 065       | 68,38       |
|                | Hervé Serol      | UMP            | 1 067        | 22,05        | 1 417       | 31,62       |
|                | Michèle Agrafeil | FN             | 721          | 14,90        |             |             |
|                | Jean-Paul Loire  | FG (PG)        | 393          | 8,12         |             |             |
|                | Gérard Dumas     | POI            | 367          | 7,58         |             |             |
|                |                  |                |              |              |             |             |
| Inscrits       | Inscrits         | Inscrits       | 10 111       | 100,00       | 10 111      | 100,00      |
| Abstentions    | Abstentions      | Abstentions    | 5 160        | 51,03        | 5 366       | 53,07       |
| Votants        | Votants          | Votants        | 4 951        | 48,97        | 4 745       | 46,93       |
| Blancs et nuls | Blancs et nuls   | Blancs et nuls | 112          | 2,26         | 263         | 5,54        |
| Exprimés       | Exprimés         | Exprimés       | 4 839        | 97,74        | 4 482       | 94,46       |

*sortant

### Canton de Saint-Héand
| Candidats      | Candidats           | Étiquette      | Premier tour | Premier tour | Second tour | Second tour |
| Candidats      | Candidats           | Étiquette      | Voix         | %            | Voix        | %           |
| -------------- | ------------------- | -------------- | ------------ | ------------ | ----------- | ----------- |
|                | Bernard Philibert * | DVD            | 3 380        | 34,71        | 5 031       | 54,32       |
|                | Franck Patracone    | PS             | 2 380        | 24,44        | 4 231       | 45,68       |
|                | Agnès de Peyrecrave | FN             | 2 176        | 22,35        |             |             |
|                | Julia Lourd         | EELV           | 1 049        | 10,77        |             |             |
|                | Cédric Crozet       | FG (PCF)       | 484          | 4,97         |             |             |
|                | Arnaud Gazielly     | DVD            | 268          | 2,75         |             |             |
|                |                     |                |              |              |             |             |
| Inscrits       | Inscrits            | Inscrits       | 21 089       | 100,00       | 21 100      | 100,00      |
| Abstentions    | Abstentions         | Abstentions    | 11 213       | 53,17        | 11 358      | 53,83       |
| Votants        | Votants             | Votants        | 9 876        | 46,83        | 9 742       | 46,17       |
| Blancs et nuls | Blancs et nuls      | Blancs et nuls | 139          | 1,41         | 480         | 4,93        |
| Exprimés       | Exprimés            | Exprimés       | 9 737        | 98,59        | 9 262       | 95,07       |

*sortant

### Canton de Saint-Just-en-Chevalet
| Candidats      | Candidats          | Étiquette      | Premier tour | Premier tour | Second tour | Second tour |
| Candidats      | Candidats          | Étiquette      | Voix         | %            | Voix        | %           |
| -------------- | ------------------ | -------------- | ------------ | ------------ | ----------- | ----------- |
|                | Huguette Burelier  | UMP            | 778          | 34,70        | 1 244       | 55,26       |
|                | Michel Girin       | PS             | 618          | 27,56        | 1 007       | 44,74       |
|                | Jean-Hughes Demure | SE             | 268          | 11,95        |             |             |
|                | Daniel Perotti     | SE             | 200          | 8,92         |             |             |
|                | Jean-Antoine Dupre | FN             | 193          | 8,61         |             |             |
|                | Gérard Philippon   | FG (PCF)       | 185          | 8,25         |             |             |
|                |                    |                |              |              |             |             |
| Inscrits       | Inscrits           | Inscrits       | 4 007        | 100,00       | 4 007       | 100,00      |
| Abstentions    | Abstentions        | Abstentions    | 1 677        | 41,85        | 1 591       | 39,71       |
| Votants        | Votants            | Votants        | 2 330        | 58,15        | 2 416       | 60,29       |
| Blancs et nuls | Blancs et nuls     | Blancs et nuls | 88           | 3,78         | 165         | 6,83        |
| Exprimés       | Exprimés           | Exprimés       | 2 242        | 96,22        | 2 251       | 93,17       |